# الفساد في فلسطين
يعتبر الفساد في فلسطين من أكثر المشاكل إلحاحاً التي تواجه الإقليم، فهو متجذّر بعمق، ويؤثر على كل من المجالين السياسي والاجتماعي للمجتمع. وقد أُبلغ عن العديد من فضائح الفساد، بما في ذلك قضايا تتعلق بمسؤولين رفيعي المستوى في السلطة الفلسطينية. وتشمل الحالات البارزة اختلاس الأموال العامة، وسوء استخدام الموارد، والمحسوبية على نطاق واسع.

## الإدراك
السلطة الفلسطينية هي الكيان الحاكم في فلسطين. على مر السنين، عانت من فضائح فساد. هذا الوضع يُضعف ثقة الجمهور ويُعيق التنمية الاقتصادية. يعتقد حوالي 81% من الشعب الفلسطيني بوجود فساد في المؤسسات الفلسطينية. ورغم وجود تقارير تُشير إلى تحسن في سجل الفساد في فلسطين بفضل إجراءات مكافحة الفساد الأخيرة، إلا أن الشعور بوجود الفساد لا يزال قائمًا. ويُعزى ذلك إلى الاعتقاد بأن المشكلة هيكلية في الجسم السياسي الفلسطيني.

## الواسطة
تظل المحسوبية الشكل الأكثر انتشارًا للفساد في فلسطين. ويستند هذا المفهوم إلى مفهوم الواسطة في الشرق الأوسط، والذي يستلزم استخدام العلاقات الشخصية أو الوسطاء من أجل الوصول إلى الخدمات والوظائف وغيرها من أشكال المزايا. إنها تسيطر على القطاع العام وهي متأصلة بعمق في النسيج الاجتماعي والثقافي الفلسطيني. وهذه الممارسة لا يمكن في كثير من الأحيان تمييزها عن المساعدة المشروعة. يمكن أن تتجلى الواسطة في تسهيل وتسريع العمليات الحكومية مثل عندما يتقدم الأشخاص بطلب للحصول على بطاقات الهوية أو التراخيص أو شهادات الميلاد. وبحلول عام 2019، أفادت التقارير أن ما يقرب من اثنين من كل خمسة أشخاص استخدموا الواسطة للحصول على الخدمات العامة.
ومن منظور ثقافي، حظيت الواسطة بقبول وحتى النظر إليها بشكل إيجابي بسبب دورها في تسهيل العمليات البيروقراطية. يعتقد البعض أن ذلك يساعد في التغلب على التحيز ضد الفئات المهمشة من السكان. على سبيل المثال، تستخدم النساء، اللواتي يشكلن فئة ديموغرافية غير ممثلة في البيروقراطية (مثل القضاء)، الواسطة للحصول على العدالة من خلال العلاقات الشخصية. خلال الانتخابات، يتوقع الناخبون أيضًا أن يضطر السياسيون إلى تقديم الواسطة من أجل ضمان الأصوات. هناك اعتقاد سائد بأن الأمر لا يقتصر على كونه شكلاً من أشكال المعاملات السياسية بل هو واجب على المسؤولين المنتخبين.

## الفضائح
ومن أبرز قضايا الفساد التي تورط فيها مسؤولون رفيعو المستوى، الاتهام الذي وجه في عام 2016 لعدد من الوزراء، ومن بينهم وزير الشؤون المدنية جميل الطريفي. تتعلق الفضيحة باستيراد الأسمنت المصري لبناء مشروع سكني في فلسطين. وكانت إحدى هذه الشركات، شركة الطريفي للخلطة الخرسانية (TCCM)، يرأسها جمال الطريفي، شقيق الوزير.
واتهمت الشركتان الفلسطينيتان المتورطتان في هذه القضية بتحويلها إلى إسرائيل لتحقيق الربح، ويعتقد أنها استخدمت في بناء جدار الفصل العنصري. وزعم أن الشركات قامت بتزوير وثائق ورشوة مسؤولين في الشرطة الفلسطينية لتنفيذ العملية. كما حصلوا على ترخيص للعمل من وزارة الاقتصاد برئاسة ماهر المصري. وقد أدى الإحراج الذي نتج عن هذه الحادثة إلى تفاقم قضية الفساد، التي من المفترض أن تساعد الاقتصاد الفلسطيني. وفي هذه الصفقة، وافقت مصر على بيع 420 ألف طن من الأسمنت عالي الجودة مقابل 12 إلى 15 دولاراً فقط للطن، وهو سعر رمزي عُرض في محاولة لمساعدة فلسطين في معالجة الآثار السلبية للصراع الإسرائيلي الفلسطيني.
ومن بين فضائح الفساد السابقة قضية وزير الاقتصاد السابق حسن أبو لبدة، الذي اتُهم بغسل الأموال والاحتيال والتلاعب بالسوق المالية. وكان هناك أيضاً سامي الرملاوي، المدير العام السابق لوزارة المالية، المتورط في قضية اختلاس. تم القبض عليه على جسر الملك حسين في وادي الأردن أثناء محاولته الفرار من فلسطين. كما تعرضت زوجته لنفس المصير أثناء تهريبها مبالغ كبيرة من المال عبر معبر رفح.

### التأثير
إلى جانب تأثير فضيحة الإسمنت على الرعاية الاجتماعية، هناك أمثلة عديدة تُظهر مدى الآثار السلبية للفساد على فلسطين. أولًا، يُؤثر الفساد سلبًا على عملية السلام مع إسرائيل. فقد أضعف تآكل ثقة الجمهور بالسلطة الفلسطينية موقفها التفاوضي، كما أن سياساتها لا تحظى بدعم شعبي واسع. وقد قوّض هذا الدعم الشعبي المحدود شرعية الحكومة، مما أدى إلى تطرف السياسة الفلسطينية. وعلى صعيد الاقتصاد الفلسطيني، هناك أثران سلبيان رئيسيان: أولاً، منع الفساد تشكيل اقتصاد وطني سليم؛ وثانياً، أدى غياب هذا النوع من الاقتصاد الذي يحكمه حكم القانون إلى ردع الثقة الدولية والاستثمار الخاص.

## تدابير مكافحة الفساد
وبعيداً عن تأثير فضيحة الأسمنت على الرعاية الاجتماعية، هناك العديد من الأمثلة التي يمكن أن تمثل مدى الآثار السلبية للفساد على فلسطين. أولا، له تأثير سلبي على عملية السلام مع إسرائيل. لقد أدى تآكل الثقة العامة في السلطة الفلسطينية إلى إضعاف موقفها التفاوضي، في حين تحظى سياساتها أيضاً بدعم منخفض من الجمهور الفلسطيني. لقد أدى انخفاض الدعم الشعبي إلى تقويض شرعية الحكومة، مما أدى إلى تطرف السياسة الفلسطينية. وعلى صعيد الاقتصاد الفلسطيني، هناك أثران سلبيان رئيسيان: أولاً، منع الفساد من تشكيل اقتصاد وطني سليم؛ وثانياً، أدى غياب هذا النوع من الاقتصاد الذي يحكمه حكم القانون إلى ردع الثقة الدولية والاستثمار الخاص.
ولعبت الضغوط الدولية أيضًا دورًا مهمًا في تسهيل إصلاح مكافحة الفساد في فلسطين. ومن أبرز هذه التحديات تلك التي تتعلق بالدول المانحة والمنظمات الدولية. على سبيل المثال، قدم الاتحاد الأوروبي لفلسطين مساعدات مشروطة مرتبطة بتدابير مكافحة الفساد. وعلى وجه الخصوص، أدت هذه الاستراتيجية إلى تحسين الشفافية والمساءلة في استخدام الأموال التي يتبرع بها الاتحاد. وتشمل النتائج زيادة استعداد السلطة الفلسطينية للخضوع لتدقيق متزايد في ممارساتها المالية.
كما صادقت فلسطين على اتفاقية الأمم المتحدة لمكافحة الفساد. وكجزء من التزامها، وضعت تدابير لمكافحة الفساد، وجرّمت جرائم الفساد، وبادرت إلى التعاون الدولي.

### التحديات
وتتضمن التحديات التي تواجه إجراءات مكافحة الفساد الفلسطينية التسامح الثقافي. هناك قضايا تتعلق بالنزاهة، على سبيل المثال، يتم التسامح معها لأنها تعتبر مقبولة اجتماعيا. وهذه إحدى القضايا الأساسية التي تؤدي إلى إبطاء إصلاح مكافحة الفساد. بحلول عام 2021، غُمرت هيئة مكافحة الفساد الفلسطينية بـ 886 شكوى فساد، ومعظمها يتعلق بقضايا المحسوبية. كما فشلت الإدارات الفلسطينية السابقة في الاعتراف بالفساد في فلسطين. وقد عُزي ذلك إلى الاعتقاد السائد بأن اتهامات الفساد قد تم تضخيمها لأغراض خفية. على سبيل المثال، أكد زعماء سياسيون مثل محمد اشتية أن لإسرائيل يد في التلاعب بتصورات الفساد. في بيان، أكد أن «وسائل الإعلام الإسرائيلية دسّت قصص فساد يوميًا، وقبل كل اجتماع للمانحين، سرّبت قصصًا. بدأ الناس يصدقون [هذا]، لأنهم لا يرون أموال [المانحين] [التي تُدفع كرواتب]». وقد أثّر هذا الرأي، الذي وُصف بـ«نظرية المبالغة»، على رغبة القيادة الفلسطينية في معالجة الفساد باعتباره شأنًا عامًا.